# Ducas, o Grego

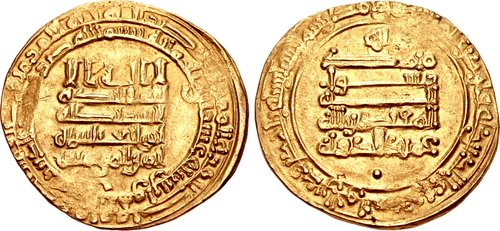
Dinar de ouro do califa Almoctadir r.

Ducas, o Grego (Dhuka al-Rumi) foi um grego bizantino que serviu ao Califado Abássida sob o califa Almoctadir (r. 908–932), mais notadamente como governador do Egito em 915-919. Ele foi instalado como governador em 915 pelo comandante-em-chefe abássida Munis Almuzafar como parte de seu esforço de estabilizar a situação no país e expulsar a invasão fatímida que havia tomado Alexandria. Ducas estava em Alepo naquele tempo, e chegou ao Egito no final de agosto, sucedendo Taquim, o Cazar. A primeira tentativa fatímida de capturar o Egito terminou em fracasso graças a intervenção de Munis, mas logo os fatímidas recomeçaram seus planos para um segundo assalto, começando com a captura de Barca após um cerco de 18 meses em 917.
Embora Ducas tivesse reforçado a guarnição de Alexandria após o saque de Barca, a chegada da força expedicionária fatímida em julho de 919 pegou-o de surpresa. O governador da cidade, seu filho Almuzafar, fugiu junto com seus auxiliares e grande parte da população, deixando a cidade para ser saqueada. Os esforços de Ducas para repelir a nova invasão foram dificultados pela relutância em lutar da guarnição provincial em Fostate, fato exacerbado pelo atraso no pagamento deles, forçando-o a recrutar voluntários. Ele, no entanto, moveu-se rapidamente para a segura Gizé, através do rio Nilo em Fostate, e construiu um forte ali. Logo depois, contudo, o novo administrador fiscal do Egito, Huceine Almadarai, chegou com fundos suficientes para pagar os salários atrasados das tropas regulares. Ducas morreu em 1 de agosto, e foi sucedido por seu predecessor Taquim, que chegou para assumir o ofício em janeiro. Mais uma vez a intervenção de Munis no ano seguinte salvou Fostate e repeliu os fatímidas.